# Diessenhofen (huyện)
Huyện Diessenhofen (tiếng Pháp: District du Diessenhofen, tiếng Đức: Bezirk Diessenhofen) là một huyện hành chính của Thụy Sĩ. Huyện này thuộc bang Thurgau. Huyện Diessenhofen có diện tích 41 km², dân số theo thống kê của cục thống kê Thụy Sĩ năm 1999 là 6118 người. Trung tâm của huyện đóng ở Diessenhofen. Mã của huyện là 2003.